# Старотураево (Калтасинский район)
Старотураево (баш. Иҫке Турай) — деревня в Калтасинском районе Республики Башкортостан Российской Федерации. Входит в состав Новокильбахтинского сельсовета.

## География

### Географическое положение
Расстояние до:
- районного центра (Калтасы): 30 км,
- центра сельсовета (Новокильбахтино): 4 км,
- ближайшей ж/д станции (Янаул): 48 км.

## Население
| 2002 | 2009 | 2010 |
| ---- | ---- | ---- |
| 239  | ↘229 | ↘202 |

Национальный состав
Согласно переписи 2002 года, преобладающая национальность — марийцы (93 %).